# Perdita inornata
Perdita inornata är en biart som beskrevs av Timberlake 1962. Perdita inornata ingår i släktet Perdita och familjen grävbin. Inga underarter finns listade i Catalogue of Life.